# Olympische Winterspiele 2018/Teilnehmer (Malta)
| Gelbes Symbol für Goldmedaillen mit stilisierten Olympischen Ringen | Graues Symbol für Silbermedaillen mit stilisierten Olympischen Ringen | Braundes Symbol für Bronzemedaillen mit stilisierten Olympischen Ringen |
| ------------------------------------------------------------------- | --------------------------------------------------------------------- | ----------------------------------------------------------------------- |
| —                                                                   | —                                                                     | —                                                                       |

Bei den Olympischen Winterspielen 2018 nahm Malta mit einer Athletin im Ski Alpin teil. Élise Pellegrin, die auch als Fahnenträgerin bei der Eröffnungsfeier fungierte, startete im Slalom und Riesenslalom.

## Teilnehmer nach Sportarten

### Ski Alpin
| Athleten        | Wettbewerbe     | 1. Lauf | 2. Lauf     | Gesamt | Gesamt |
| Athleten        | Wettbewerbe     | Zeit    | Zeit        | Zeit   | Rang   |
| --------------- | --------------- | ------- | ----------- | ------ | ------ |
| Frauen          |                 |         |             |        |        |
| Élise Pellegrin |                 |         |             |        |        |
| Riesenslalom    | disqualifiziert | —       | —           | —      |        |
| Slalom          | 1:05,18 min     | 58,90 s | 2:04,08 min | 50     |        |